# Politique aux Tuvalu
Les Tuvalu sont un régime parlementaire où le chef de l'État, le roi des Tuvalu, est représenté par un Gouverneur général.

## Historique
Devenues indépendantes du Royaume-Uni en octobre 1978, les Tuvalu sont une monarchie constitutionnelle qui repose sur un Parlement monocaméral (le Fale i Fono) de 15 membres, élus tous les quatre ans. Le Gouvernement se compose d'un Premier ministre, élu par une majorité du Fale i Fono, et jusqu'à cinq ministres. Il n'y a pas de partis politiques organisés.
Des élections générales ont eu lieu le 25 juillet 2002, avec pour résultat la nomination de Saufatu Sopoanga comme premier ministre des Tuvalu, en remplacement de Koloa Talake. Puis, Apisai Ielemia est devenu Premier ministre des Tuvalu le 14 août 2006. Le 25 août 2004, le gouvernement Sopoanga perd un vote de défiance mené par le chef de l'opposition Apisai Ielemia. Sopoanga démissionne du poste de premier ministre et de sa fonction de député le 28 août, conduisant à une élection partielle pour la circonscription de Nukufasatau, laquelle sera gagnée par Sopoanga le 7 octobre. Durant la suppléance, le gouvernement intérimaire, dirigé par Toafa, a été capable de regagner la confiance de la majorité, notamment en faisant revenir un membre du Parlement, Sio Patiale, en congé maladie en Nouvelle-Zélande, à temps pour l'élection. Lors d'une séance du Parlement le 11 octobre, Maatia Toafa fut élu premier ministre avec 8 voix contre 7, avec Sopoanga comme vice-premier ministre. Le seul autre candidat pour ce poste était Elisala Pita, devenu ainsi le chef de l'opposition.
Des élections législatives ont eu lieu le jeudi 3 août 2006 : elles ont donné des résultats serrés et défavorables au Premier ministre sortant, Maatia Toafa qui a pourtant été réélu dans sa circonscription. Mais quatre députés et membres du gouvernement sortant, dont l'ancien ministre des Finances, ont été battus. 6 000 électeurs se sont rendus aux urnes pour élire les 15 membres du Parlement local, le Fale i Fono. Le 14 août, Apisai Ielemia est investi au poste de premier ministre par le Fale i Fono.
En avril 2008 eut lieu un référendum constitutionnel. Les électeurs étaient appelés à choisir entre le statu quo de la monarchie, ou son abolition en faveur d'une république. Le taux de participation fut faible (à peine plus de 20 %); 1 260 électeurs optèrent pour le statu quo, et 679 pour une république. En conséquence, Élisabeth II demeure reine des Tuvalu.
Le 1er août 2013, à la suite d'une brève crise constitutionnelle, le gouverneur général Sir Iakoba Italeli limoge le premier ministre Willy Telavi, qui ne disposait plus d'une majorité parlementaire, et nomme Enele Sopoaga premier ministre par intérim. Le 4 août, le Parlement confirme Sopoaga au poste de premier ministre, par huit voix contre cinq. Il prête serment et nomme son gouvernement le lendemain.